# Gedempte Oostersingelgracht
De Gedempte Oostersingelgracht is een straat en gedempte singel in de Noord-Hollandse stad Haarlem. De Oostersingel werd in 1972 gedempt, waardoor een brede route voor het wegverkeer ontstond.
De straat begint bij het laatste stukje van de Herensingel, nabij de Amsterdamse Poort, kruist vervolgens de Amsterdamsevaart en Papentorenvest om vervolgens de spoorlijn Haarlem - Amsterdam onderdoor te gaan en te eindigen bij de Oudeweg. 

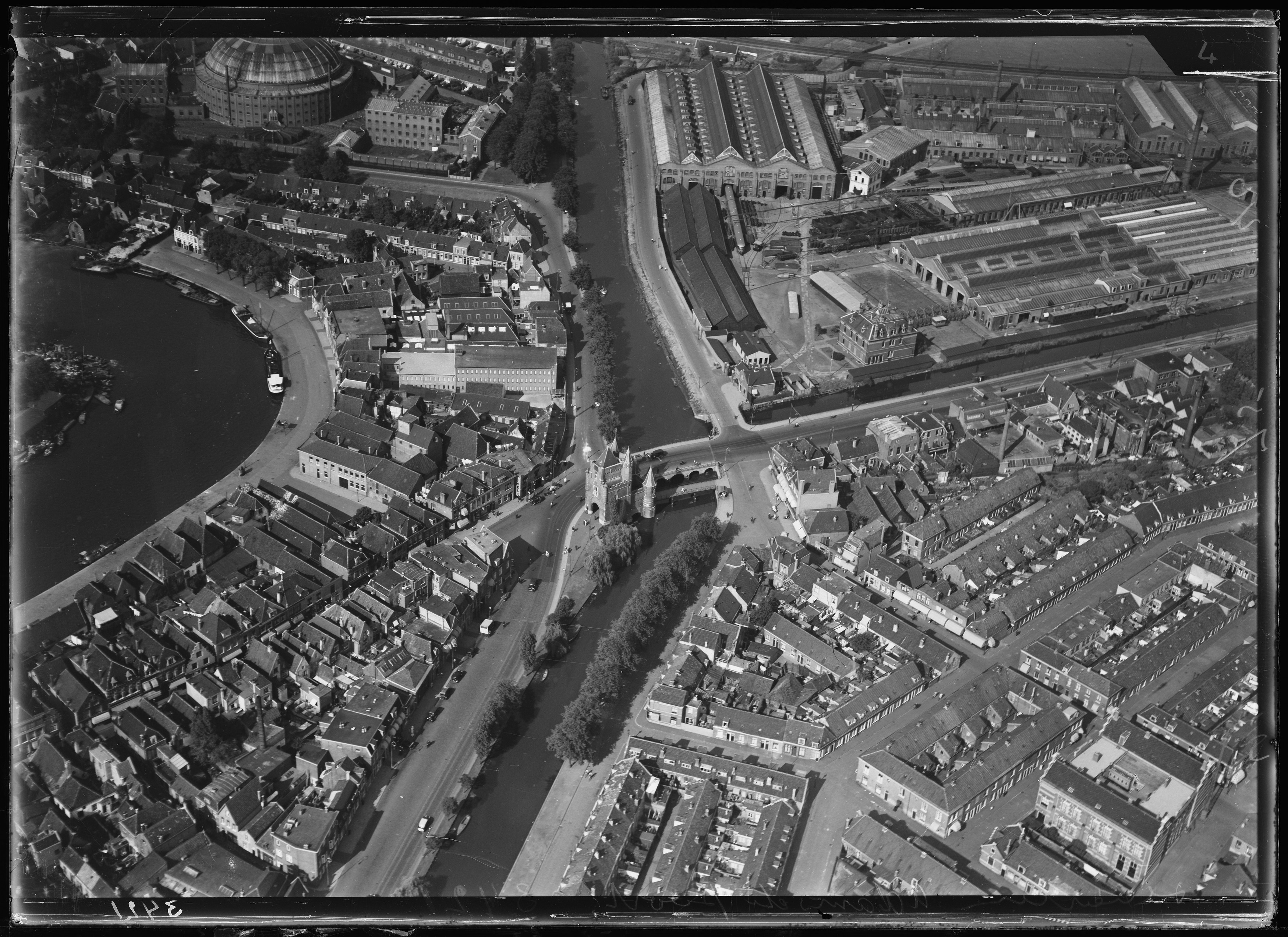
De nog ongedempte Oostersingelgracht (1920-1940)
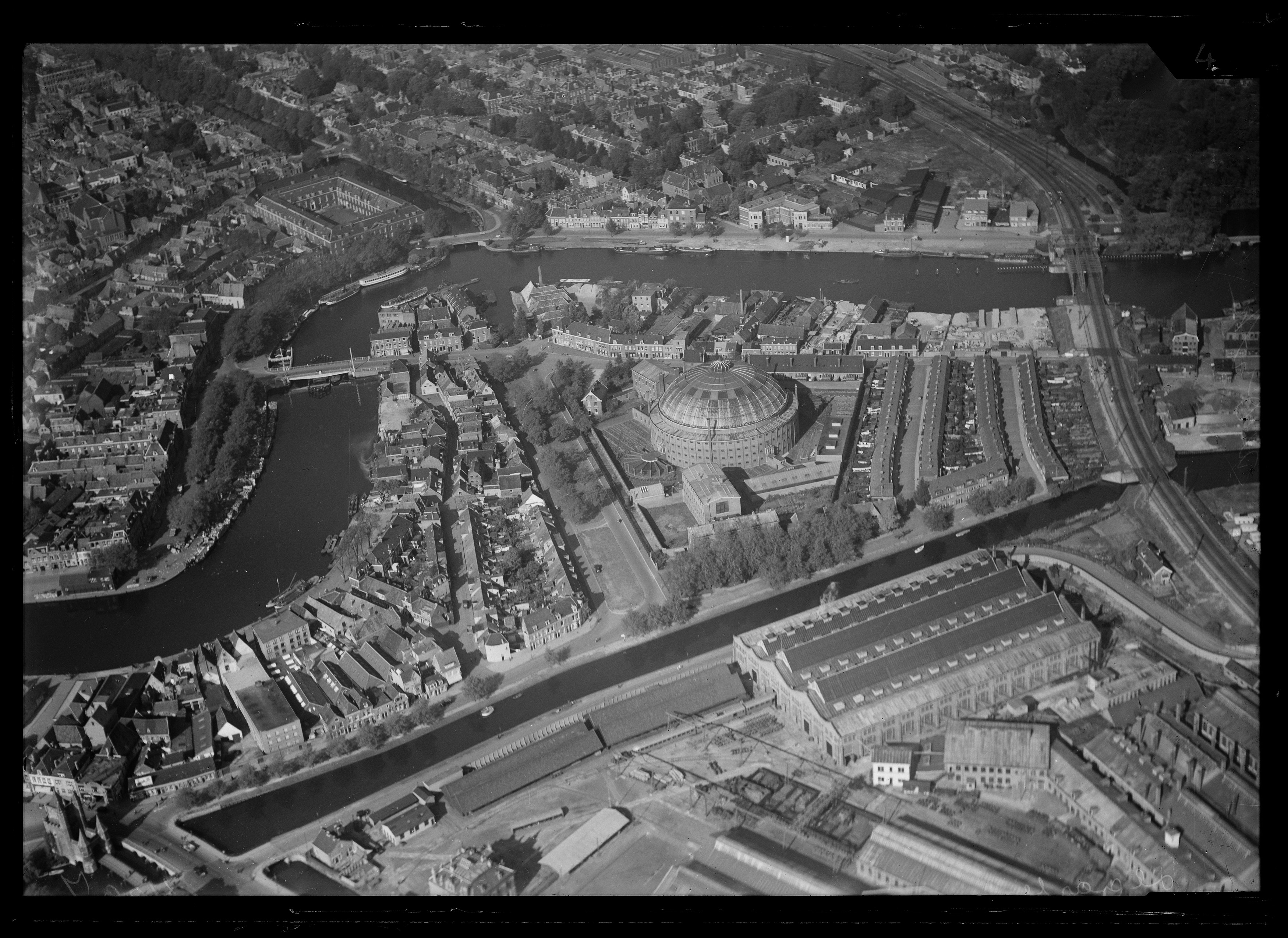
De nog ongedempte Oostersingelgracht (1920-1940)